# Johnnie Johnson (football américain)
College Football Hall of Fame 2007
(en) Statistiques sur pro-football-reference
Johnnie Johnson (né le 8 octobre 1956 à La Grange dans le Texas) est un joueur américain de football américain.

## Carrière

### Université
Étudiant à l'Université du Texas, Johnson joue pour les Aggies pendant ses trois années universitaire. Il est élu All-America à deux reprises en 1978 et 1979 alors qu'il jouait au poste de defensive back.

### NFL
Il est sélectionné au premier tour du draft de 1980 au dix-septième choix par les Rams de Los Angeles. Très vite, il se montre comme un spécialiste des punt return et remporte dès sa première saison le titre de Rookie de l'année chez les Rams (Rams Rookie of the Year Award) notamment grâce à ses trois interceptions (dont un touchdown sur retour d'interception). Il devient un des meilleurs éléments des Rams mais des blessures à la jambe viennent perturber sa carrière notamment lors des saisons 1984 et 1987. En 1983, il fait partie de l'équipe type de la saison NFL (First-team All-Pro selection). Il termine sa carrière après un passage qui passe inaperçu chez les Seahawks de Seattle en 1989.
En mai 2007, il est intronisé dans le temple de la renommée du football universitaire (College Football Hall of Fame).

## Palmarès
- All-America en 1978 et 1979.
- Rookie de l'année chez les Rams en 1980
- Sélection dans l'équipe type de la saison 1983
- Intronisé au College Football Hall of Fame (classe de 2007)